# Live: Friday the 13th
Pour les articles homonymes, voir Friday the 13th (homonymie).
Albums de Maroon 5
1.22.03.Acoustic
(2004) It Won't Be Soon Before Long
(2005)
Live: Friday the 13th est un DVD et CD live enregistré par le groupe américain Maroon 5. Le disque porte la date du vendredi 13 en référence à la date à laquelle a été enregistré le concert, le 13 mai 2005 à Santa Barbara en Californie. Dans ce DVD on retrouve aussi des interviews des membres du groupe. 

## Liste des titres
| No  | Titre                      | Durée |
| --- | -------------------------- | ----- |
| 1.  | Shiver                     | 4:49  |
| 2.  | Through with You           | 3:19  |
| 3.  | Tangled                    | 3:37  |
| 4.  | Harder to Breathe          | 2:59  |
| 5.  | The Sun                    | 7:52  |
| 6.  | Wasted Years               | 5:23  |
| 7.  | Secret / Ain't No Sunshine | 7:11  |
| 8.  | Not Coming Home            | 4:28  |
| 9.  | This Love                  | 5:14  |
| 10. | Must Get Out               | 4:08  |
| 11. | Sunday Morning             | 6:37  |
| 12. | Sweetest Goodbye           | 9:38  |
| 13. | Hello (de Oasis)           | 3:52  |
| 14. | She Will Be Loved          | 8:51  |